# Панамски витки опосум
Панамски витки опосум (Marmosops invictus) је врста сисара из породице опосума (Didelphidae) и истоименог реда (Didelphimorphia).

## Распрострањење
Панама је једино познато природно станиште врсте.

## Станиште
Станиште врсте су тропске кишне шуме на надморској висини од 500 до 1.500 м.

## Угроженост
Ова врста није угрожена, и наведена је као последња брига јер има широко распрострањење.

### Популациони тренд
Популација ове врсте је стабилна, судећи по доступним подацима.